# حسن اورنگی
حسن اورنگی (۱۳۰۴ – ۱۳۳۰) قاتل زنجیره‌ای و متجاوز اهل ایران و ساکن مشهد بود. او و همدستش «عباسعلی ظریفیان» قربانیان خود را از میان زنان انتخاب می‌کردند. آنها ۶۲ نفر را به قتل رساندند و خبر قتل‌ها در فروردین سال ۱۳۳۰ در روزنامه خراسان منتشر شد.
حسن اورنگی و همدستش بین اردیبهشت ۱۳۲۴ تا اسفند ۱۳۲۹ این قتل‌ها را در نقاط مختلف مشهد انجام داده بودند. آنها زنان خیابانی یا سرگردان را فریب داده، به آنها تجاوز کرده و اموال آنها را سرقت و اقدام به قتل آنها می‌کردند. در تمام موارد، مقتولان با روسری‌هایشان خفه شده بودند. از این دو نفر به عنوان نخستین قاتلان زنجیره ای شهر مشهد یاد می‌شود. آنها از ۶۲ قتل، تعدادی قتل را به گردن گرفتند.
رفتارهای نامتعارف حسن اورنگی باعث شک مأموران آگاهی و دستگیری او شد. حسن اورنگی در تاریخ ۱۱ آذر سال ۱۳۳۰ اعدام شد. وی در هنگام مرگ ۲۶ سال سن داشت. عباسعلی ظریفیان نیز، به ۱۵ سال زندان محکوم شد.